# 奇哈耶
奇哈耶（Chhaya），是印度古吉拉特邦Porbandar县的一个城镇。总人口38525人（2001年）。

## 人口
该地2001年总人口38525人，其中男性20323人，女性18202人；0—6岁人口4785人，其中男2543人，女2242人；识字率70.76%，其中男性为78.38%，女性为62.24%。